# Aglaia beccarii
Aglaia beccarii är en tvåhjärtbladig växtart som beskrevs av C. Dc.. Aglaia beccarii ingår i släktet Aglaia och familjen Meliaceae. Inga underarter finns listade i Catalogue of Life.